# Stazione di Doksan
La stazione di Doksan (독산역 - 禿山驛, Doksan-yeok) è una stazione ferroviaria di Seul situata sulla linea Gyeongbu e servita dalla linea 1 della metropolitana di Seul, nel quartiere di Geumjeong-gu, a sud-ovest del centro della capitale sudcoreana.

## Linee e servizi
Korail
● Linea 1 (ufficialmente, linea Gyeongbu) (Codice: P143)

## Struttura
La stazione di Doksan è composta da due banchine laterali a livello del terreno, serventi due binari. Al centro di essi sono presenti altri due binari per il transito dei treni espressi e a lunga distanza che non vi fermano. Sono presenti due uscite, est e ovest.
| 1 | ● Linea 1 | per Seodongtan, Suwon, Cheonan, Sinchang e Gwangmyeong |
| 2 | ● Linea 1 | per Yongsan, Seul, Cheongnyangni e Soyosan             |

## Stazioni adiacenti
| «                              | Servizio | »                  |
| Linea 1                        | Linea 1  | Linea 1            |
| ------------------------------ | -------- | ------------------ |
| Gasan Digital Complex          | Locale   | Geumcheon-gucheong |
| Gli espressi A e B non fermano |          |                    |